# Terrabona
Terrabona là một khu tự quản thuộc tỉnh Matagalpa, Nicaragua. Khu tự quản Terrabona có diện tích 249 ki lô mét vuông. Đến thời điểm năm 2005, huyện Terrabona có dân số 12740 người.